# Irrite
Irrite o Irridu va ser una ciutat entre Karkemish i Haran, que podria ser la moderna Ordi o Tell Bender.
Consta com a ciutat estat a la segona meitat del tercer mil·lenni, i en aquella època va ser progressivament poblada per hurrites. Després va ser destruïda per Abbael I de Iamkhad, i va perdre importància. Es va convertir en una ciutat petita que va recuperar un cert paper al segle xiv aC dins al regne hurrita de Mitanni. La ciutat va quedar dins el regne de Tushratta però quan aquest va fugir cap a Síria davant dels hitites, va proclamar la seva lleialtat a Artatama II i al seu fill i corregent Shuttarna III. Mattiwaza va arribar a la ciutat esperant ser ben rebut però se li van tancar les portes i la ciutat va haver de ser conquerida per l'exèrcit hitita; els defensors van presentar batalla, però van ser derrotats, i la ciutat es va rendir. Els hitites la van entregar a Mattiwaza de Mitanni, ja que la frontera es va fixar a l'Eufrates.